# Mette Louise Knudsen
Mette Louise Knudsen (Copenhaguen, 2 d'octubre de 1943) és una directora de cinema, muntadora, directora de fotografia i guionista danesa. Molts dels seus documentals descriuen la situació de la dona als segles XX i XXI.

## Biografia
Mette Knudsen és filla de Niels Knudsen (1918–1992) i Elise Nørgård (n. 1914).
Va aprovar l'Abitur l'any 1962 i es va formar com a periodista. A París va treballar per a l'ambaixada danesa durant uns anys i va treballar com a maniquí per a cases de moda. Després de tornar a Dinamarca, va treballar per Det Danske Filminstitut. Va estudiar francès i estudis de cinema a la Universitat de Copenhaguen i es va graduar com a M.A.. Per a la pel·lícula Kære Irene (1971) va escriure el guió juntament amb Christian Braad Thomsen i va assumir el paper principal. El 1973 va ser editora de l'antologia Politisk filmkunst juntament amb Brad Thomsen i Jan Aghed. De 1973 a 1975 va treballar com a redactora de la revista socialista Politisk Revy. Per a la pel·lícula Ta’ det som en mand, frue (1975) es va unir amb Elisabeth Rygård i Li Vilstrup per formar el col·lectiu Røde Søster. De 1975 a 1978 va ser consultora de cinema a Danmarks Radio. Allà la van acomiadar perquè es va comprometre a transmetre una imatge de la dona més realista del que és habitual a la televisió. L'any 1982 va néixer el seu fill; El resultat va ser el curtmetratge Lasse Lasse lille (1993), en què posa llum sobre els problemes de les mares solteres treballadores. A Statens Filmcentral va ser directora de programes de 1986 a 1990.

## Filmografia
- 1971 – Kære Irene (guió, actor (Irene))
- 1975 – Ta' det som en mand, frue (guió, director)
- 1984 – Tjenestepiger (guió, director)
- 1985 – Rødstrømper (guió, director)
- 1985 - Rødstrømper - en kavalkade af kvindefilm (guió, director)
- 1997 – Skat - det er din tur (guió, director)
- 2002 – Afrika i Aalborg – (guió, director)
- 2001 – Grevindens døtre – (guió, director)
- 2006 – Den hemmelige smerte (director)